# Mr. Saxobeat
«Mr. Saxobeat» es una canción grabada por la cantante rumana Alexandra Stan, lanzada el 28 de enero de 2011 a través de Ego Records como el segundo sencillo de su álbum de estudio debut, Saxobeats (2011). La pista fue escrita y producida por Marcel Prodan y Andrei Nemirschi en los estudios de grabación Maan. Musicalmente, «Mr. Saxobeat» es una canción Eurodance y dance pop, con su instrumentación conformada por sintetizadores, ritmos de techno, saxofón y trompa natural. Las letras evocan la visión de la cantante sobre un hombre perfecto; su entrega vocal fue comparada con la cantante barbadense Rihanna por un crítico.
La canción ha recibido reseñas positivas por parte de los críticos de música, quienes elogiaron su ritmo pegadizo, las secuencias de saxofón y las vocales de Stan. «Mr. Saxobeat» recibió varias nominaciones para los Romanian Music Awards y Los Premios 40 Principales 2011, así como también para los Premios Echo 2012. Comercialmente, se convirtió en el primer éxito internacional de la cantante, alcanzando el top 10 en múltiples listas en más de 20 países y ganando varias certificaciones. A partir de junio de 2013, la pista vendió casi un millón de unidades en todo el mundo en menos de un año.
Para promoverla, un video musical fue filmado por Iulian Moga en Buftea, Rumania, y subido a YouTube el 14 de noviembre de 2010. El videoclip presenta a Stan y dos amigas siendo arrestadas, entrevistadas por la policía, encerradas en una celda y luego escapando de la estación. La cantante interpretó el sencillo en varias ocasiones, y ha sido versionado por artistas como Selena Gomez & the Scene y Omega. «Mr. Saxobeat» también estuvo presente en series de televisión y en los videojuegos de baile Dance Central 3 y Just Dance 4.

## Antecedentes y composición
En su adolescencia, Stan participó en varios concursos relacionados con la música, incluyendo el Festival de Música Mamaia en 2009. Ese mismo año, fue descubierta por los productores Marcel Prodan y Andrei Nemirschi en un bar de karaoke. Le ofrecieron un contrato de grabación con su propio sello, Maan Records, y lanzó un sencillo promocional, «Show Me The Way». La cantante saltó a la fama en Rumania con el lanzamiento de su sencillo debut, «Lollipop (Param Pam Pam)» (2009), que fue transmitido en gran medida para las estaciones de radio del país. «Mr. Saxobeat», su siguiente sencillo, fue grabado en los estudios Maan, con su composición y producción manejada por Prodan y Nemirschi.
«Mr. Saxobeat» fue escrita en una tonalidad Si menor, mientras que su tempo es de 126 pulsaciones por minuto. La voz de Stan se extiende desde un F#3 a un D5; Maura Johnston de The Village Voice comparó sus vocales con las de Rihanna «durante su cansancio». La canción incorpora géneros de Eurodance y dance pop. Su instrumentación está conformada por sintetizadores «brillantes», ritmos de techno, y un loop de saxofón «ridículamente pegadizo», diseñado por Cosmin Basasteanu, y una trompa natural. El saxofón presenta una vibración, «un efecto muy popular en los discos de saxo house», siendo digitalmente cortada en pedacitos. Tris McCall de The Star-Ledger escribió, «El vínculo entre el saxofón y la expresión sexual es de larga data [...] La respiración es táctil y sensual, y el sonido explosivo de un saxofón a todo volumen lleva consigo una de las locas ansias del deseo». Con respecto al saxofón, Stan dijo durante una entrevista: «Considero que el saxofón es un instrumento muy caliente y sexy, también se usa mucho en mi región». Josh Baines, de la revista Vice describió la pista como una «balada de club balkanizada», comparando su sonido con la canción de Yolanda Be Cool y DCUP «We No Speak Americano» (2010). Billboard etiquetó a «Mr. Saxobeat» como un «único sencillo de baile» junto con «We No Speak Americano».
A través de las letras, Stan canta, «You make me this, bring me up, bring me down, plays it sweet / Make me move like a freak, Mr. Saxobeat», que según Baines es la «visión de la cantante sobre un hombre perfecto». También escribió: «El segundo verso nos informa que solo un 'chico sexy' puede liberar a Stan, pero que es tan 'tímido' como 'sucio'. Mr. Saxobeat, por lo que parece, contiene multitudes.» Haciendo eco de este pensamiento, Stan afirmó que «Mr. Saxobeat» era solamente su visión del hombre perfecto cuando apareció en el programa de televisión alemán ARD.

## Recepción y reconocimientos
La canción ha recibido comentarios positivos por parte de los críticos de música. Durante una reseña de Saxobeats, Celeste Rhoads de AllMusic vio a «Mr. Saxobeat» como una «sensación de club» junto con «Lollipop (Param Pam Pam)» (2009) y «Get Back (ASAP)» (2011). Rodrigo de Yam Magazine escribió, «Un día, escuché Mr. Saxobeat por accidente y estuve instantáneamente enganchado. Gracias a las secuencias de saxofón increíblemente pegadizas y la voz de Stan, Mr. Saxobeat es una canción muy divertida y alegre con la que puedes sonreír y bailar sin importar dónde te encuentres. Además, la canción funciona como un encanto para fiestas». McCall de The Star-Ledger asoció la canción con el renacimiento del saxofón en la música. Shirley Halperin, quien escribió para The Hollywood Reporter incluyó la secuencia de saxofón de «Mr. Saxobeat» en su lista de «12 solos de saxo más asombrosos». Johnston, de Village Voice, dijo «la manera en que están formados» se asemeja a la canción de Pitbull «I Know You Want Me (Calle Ocho)» (2009). En su libro Stars of 21st Century Dance Pop and EDM: 33 DJs, Producers and Singers ... el autor James Arena la incluyó en su «gama de sonidos que conforman el mundo de la música de baile del siglo XXI». La pista recibió elogios de la cantante británica Ellie Goulding durante una de sus publicaciones en Twitter en noviembre de 2016. En los Romanian Music Awards de 2011, «Mr. Saxobeat» ganó en la categoría de «Mejor Canción» y fue nominada como «Mejor Canción Dance». También recibió una nominación como «Mejor Canción Internacional» en Los Premios 40 Principales 2011, y como «Éxito del Año» en los Premios Echo 2012.

## Desempeño comercial

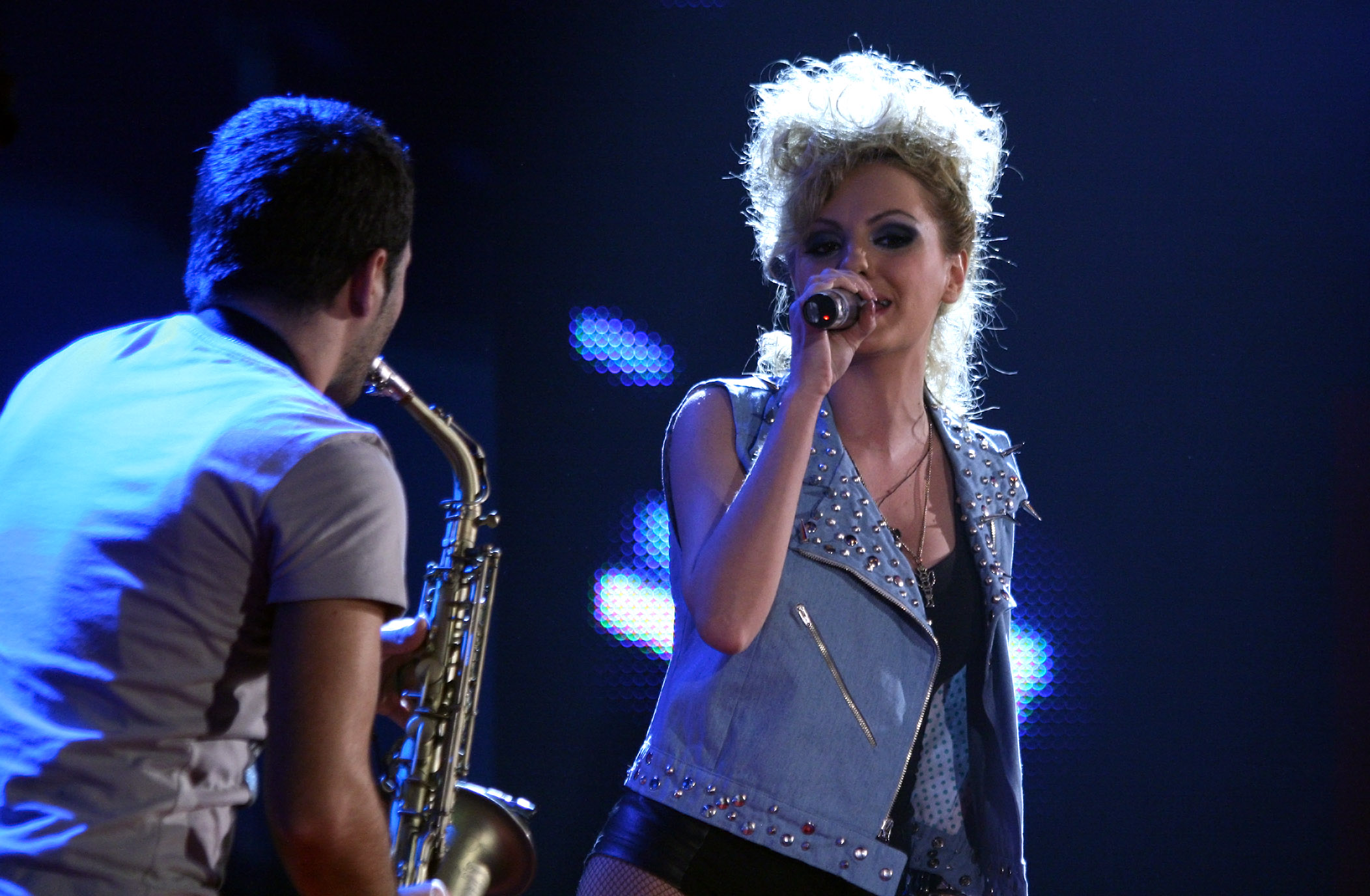
Stan interpretando «Mr. Saxobeat» en la localidad de Vösendorf, Austria en 2011 acompañada por el saxofonista Cosmin Basasteanu quien interpretó la secuencia de saxofón usada en la pista.

Tras su lanzamiento, «Mr. Saxobeat» experimentó éxito comercial en Rumania, donde encabezó el Top 100 nativo por ocho semanas consecutivas. Posteriormente, el sencillo ingresó en la posición número 47 en la lista PROMUSICAE de España, alcanzando el número tres en mayo de 2011 y recibiendo una certificación de oro tras vender 20,000 unidades. La canción también alcanzó el número seis en Francia, donde ha vendido alrededor de 97,000 copias a partir de 2011. «Mr. Saxobeat» alcanzó el puesto número uno en Alemania, Austria, Dinamarca, Eslovaquia, Hungría, Italia y Suiza, y recibió varias certificaciones de oro y platino. La pista también alcanzó el número tres en la lista UK Singles Chart y logró tres discos de oro en Alemania; fue el segundo sencillo más exitoso del año en este último país después de «On the Floor» de Jennifer Lopez con Pitbull.
Fuera de Europa, «Mr. Saxobeat» debutó en la lista Canadian Hot 100 en la posición número 72 y alcanzó su punto máximo en el número 25. La canción permaneció por 20 semanas en dicha lista y logró una certificación de platino por Music Canada. En los Estados Unidos, «Mr. Saxobeat» vendió un total de 22,000 unidades en su primera semana. En la semana del 30 de julio de 2011, la pista ingresó en la lista Billboard Hot 100 en el número 92 y continuó ascendiendo cada semana hasta alcanzar el puesto número 21. También logró entrar en una gran variedad de listas de Billboard, alcanzando el número ocho en el ranking Tropical Airplay y el número 11 en la lista Hot Latin Songs. «Mr. Saxobeat» se convirtió en la tercera canción rumana en encabezar el ranking Dance/Mix Show Airplay después de «Hot» (2008) de Inna y «Stereo Love» (2009) de Edward Maya con Vika Jigulina. Para diciembre de 2016, la pista recibió una certificación de platino por la Asociación de la Industria Discográfica de Estados Unidos (RIAA) tras vender un millón de copias en el país a partir de enero de 2012.
En Australia, la canción ingresó en la lista ARIA en la posición número 32, alcanzando su punto máximo en el número 19. «Mr. Saxobeat» logró una certificación de platino por la Asociación de la Industria Discográfica de Australia (ARIA). La pista también debutó en el puesto número 36 en Nueva Zelanda en agosto de 2011 y continuó ascendiendo hasta alcanzar el número cuatro; de manera similar, ganó otra certificación de oro por la Asociación de la Industria Discográfica de Nueva Zelanda (RIANZ). En Asia, «Mr. Saxobeat» encabezó la lista Israeli Airplay y alcanzó el número nueve en el ranking Lebanese Top 20 de Líbano. A principios de 2012, la canción debutó en la misma posición en la lista Japan Hot 100 y más tarde recibió una certificación de platino por la Asociación de la Industria Discográfica de Japón (RIAJ). A partir de junio de 2013, la pista vendió casi un millón de copias en todo el mundo en menos de un año. El sello discográfico rumano MediaPro Music le otorgó a Stan un disco de platino por este logro.

## Video musical
Un video musical de acompañamiento para «Mr. Saxobeat» fue filmado en Buftea, Rumania por Iulian Moga el 1 de noviembre de 2010. El videoclip fue subido a YouTube el 14 de noviembre de 2010. Un metraje «detrás de escenas» se emitió previamente en noviembre de 2010 por el canal de televisión rumano Music Channel. La estación de radio española Los 40 Principales describió al video de «Mr. Saxobeat» como «uno de los mejores videoclips de Stan». El video empieza con escenas de unos policías que llevan a Stan esposada a una habitación de la estación de policía para interrogarla junto con dos amigas. Cuando se niegan a dar información a la policía, las encierran en una celda. Stan engaña y seduce exitosamente a un guardia, mientras sus amigas le roban el equipo de policía antes de encerrarlo en la celda y escapar. El grupo ingresa a un camerino donde encuentran equipos de policía y se disfrazan de oficiales. Localizan la oficina del jefe y lo sostienen junto a otros trabajadores, quienes apuntan con sus pistolas mientras se tapan la boca con las manos en el escritorio del jefe. Stan y sus amigas salen de la oficina, caminan discretamente por el vestíbulo y escapan del edificio. Escenas intercaladas muestran a la cantante bailando en su celda o con sus amigas, vistiendo uniformes de policía.

## Presentaciones en vivo y otras versiones
En la mayoría de sus presentaciones en directo, la cantante estuvo acompañada por el saxofonista Basasteanu en el escenario. Stan interpretó la canción en el evento francés Starfloor 2011, y en el espectáculo alemán Ballermann Hits a finales de 2011; esta última aparición fue polémica ya que la cantante mostró por accidente partes de su vagina. También presentó «Mr. Saxobeat» en los Eska Music Awards 2011, en el show de música alemana The Dome y una versión acústica en el programa de televisión alemán ARD. La canción también estuvo presente en la lista de varios conciertos que sirvieron para promover su álbum Saxobeats. Versiones de la pista fueron hechas por la cantante rusa Lena Katina como una versión acústica, la banda de pop estadounidense Selena Gomez & the Scene durante su gira We Own the Night Tour (2011–12) en América Latina, y el cantante dominicano Omega, cuya versión alcanzó el puesto número 25 en la lista Latin Digital Songs de Billboard. «Mr. Saxobeat» también fue grabada por Alexandra Stan Tribute Band, alcanzando el número tres en la lista Digital Songs de Luxemburgo. En julio de 2021, Strange Fruits Music, Steve Void y DMNDS lanzaron su propia versión.

## Otros usos
En diciembre de 2011, se lanzó un EP de «Mr. Saxobeat» junto con el siguiente sencillo de Stan «Get Back (ASAP)» en Alemania. La canción apareció en el sexto episodio de la primera temporada de la serie estadounidense Suburgatory titulado «Charity Case» y en el último episodio de la temporada final de CSI: Miami, llamado «Habeas Corpse». La pista también fue incluida en la lista de reproducción de Cardinal Burns, y usada para el sexto episodio de la primera temporada de Faking It. «Mr. Saxobeat» también está presente en los videojuegos de Xbox 360 Dance Central 3 y Just Dance 4.

## Formatos
| - Descarga digital • CD de Francia 1. «Mr. Saxobeat» (Radio Edit) – 3:15 2. «Mr. Saxobeat» (Extended Mix) – 4:16 - EP digital del Reino Unido 1. «Mr. Saxobeat» (UK Radio Edit) – 2:31 2. «Mr. Saxobeat» (Extended Mix) – 4:15 3. «Mr. Saxobeat» (Hi Def Radio Edit) – 3:00 4. «Mr. Saxobeat» (Hi Def Mix) – 6:53 5. «Mr. Saxobeat» (Kenny Hayes Mix) – 5:30 - CD de Italia 1. «Mr. Saxobeat» (Paolo Noise Radio Edit) – 3:33 2. «Mr. Saxobeat» (Paolo Noise Extended) – 6:04 3. «Mr. Saxobeat» (Gabry Ponte Radio Edit) – 3:02 4. «Mr. Saxobeat» (Gabry Ponte Extended) – 6:03 5. «Mr. Saxobeat» (Ali6 Remix) – 3:22 6. «Mr. Saxobeat» (Wender Remix) – 5:55 | - Descarga digital en Alemania 1. «Mr. Saxobeat» (Radio Edit) – 3:15 2. «Mr. Saxobeat» (Acoustic Version) – 3:01 3. «Mr. Saxobeat» (Extended Version) – 4:16 4. «Mr. Saxobeat» (Bodybangers Remix) – 5:51 5. «Mr. Saxobeat» (Bodybangers Remix Edit) – 3:23 - CD de Alemania 1. «Mr. Saxobeat» (Radio Edit) – 3:17 2. «Mr. Saxobeat» (Acoustic Version) – 3:03 |

## Personal
Créditos adaptados de las notas de Saxobeats y Urban.ro.
Estudios
- Grabado en Maan Studio

Créditos de composición y visuales
- Alexandra Stan – voz principal
- Andrei Nemirschi – compositor, productor
- Marcel Prodan – compositor, productor
- Iulian Moga – director de video musical

## Posicionamiento en listas
| País            | Lista                    | Mejor posición |         |         |         |         |         |
| 2010-12         | 2010-12                  | 2010-12        | 2010-12 | 2010-12 | 2010-12 | 2010-12 | 2010-12 |
| --------------- | ------------------------ | -------------- | ------- | ------- | ------- | ------- | ------- |
| Alemania        | Official German Charts   | 1              |         |         |         |         |         |
| Alemania        | Germany Airplay          | 1              |         |         |         |         |         |
| Australia       | ARIA                     | 19             |         |         |         |         |         |
| Austria         | Ö3 Austria Top 40        | 1              |         |         |         |         |         |
| Bélgica         | Ultratop 50 Flanders     | 5              |         |         |         |         |         |
| Bélgica         | Ultratop 50 Wallonia     | 2              |         |         |         |         |         |
| Canadá          | Canadian Hot 100         | 25             |         |         |         |         |         |
| Dinamarca       | Tracklisten              | 1              |         |         |         |         |         |
| Escocia         | Official Charts Company  | 2              |         |         |         |         |         |
| Eslovaquia      | Rádio Top 100            | 1              |         |         |         |         |         |
| España          | PROMUSICAE               | 3              |         |         |         |         |         |
| España          | Spain Airplay            | 3              |         |         |         |         |         |
| Estados Unidos  | Billboard Hot 100        | 21             |         |         |         |         |         |
| Estados Unidos  | Dance Club Songs         | 37             |         |         |         |         |         |
| Estados Unidos  | Dance/Mix Show Airplay   | 1              |         |         |         |         |         |
| Estados Unidos  | Hot Latin Songs          | 11             |         |         |         |         |         |
| Estados Unidos  | Mainstream Top 40        | 18             |         |         |         |         |         |
| Estados Unidos  | Rhythmic                 | 29             |         |         |         |         |         |
| Estados Unidos  | Tropical Airplay         | 8              |         |         |         |         |         |
| Finlandia       | Suomen virallinen lista  | 2              |         |         |         |         |         |
| Francia         | SNEP                     | 6              |         |         |         |         |         |
| Grecia          | Greece Digital Songs     | 5              |         |         |         |         |         |
| Hungría         | Dance Top 40             | 4              |         |         |         |         |         |
| Hungría         | Radiós Top 40            | 1              |         |         |         |         |         |
| Hungría         | Single Top 40            | 8              |         |         |         |         |         |
| Irlanda         | IRMA                     | 6              |         |         |         |         |         |
| Israel          | Media Forest             | 1              |         |         |         |         |         |
| Italia          | FIMI                     | 1              |         |         |         |         |         |
| Japón           | Japan Hot 100            | 9              |         |         |         |         |         |
| Líbano          | Lebanese Top 20          | 9              |         |         |         |         |         |
| Luxemburgo      | Luxembourg Digital Songs | 6              |         |         |         |         |         |
| México          | Mexico Airplay           | 2              |         |         |         |         |         |
|                 | Global Dance Songs       | 1              |         |         |         |         |         |
| Noruega         | VG-lista                 | 2              |         |         |         |         |         |
| Nueva Zelanda   | Recorded Music NZ        | 4              |         |         |         |         |         |
| Países Bajos    | Dutch Top 40             | 2              |         |         |         |         |         |
| Países Bajos    | Single Top 100           | 4              |         |         |         |         |         |
| Polonia         | Dance Top 50             | 2              |         |         |         |         |         |
| Polonia         | Polish TV Airplay Chart  | 1              |         |         |         |         |         |
| Reino Unido     | UK Dance                 | 1              |         |         |         |         |         |
| Reino Unido     | UK Singles               | 3              |         |         |         |         |         |
| República Checa | Rádio Top 100            | 2              |         |         |         |         |         |
| Rumania         | Romanian Top 100         | 1              |         |         |         |         |         |
| Rumania         | Romania Radio Airplay    | 1              |         |         |         |         |         |
| Rumania         | Romania TV Airplay       | 1              |         |         |         |         |         |
| Rusia           | Tophit                   | 2              |         |         |         |         |         |
| Suecia          | Sverigetopplistan        | 3              |         |         |         |         |         |
| Suiza           | Schweizer Hitparade      | 1              |         |         |         |         |         |
| Turquía         | Number One Top 20        | 5              |         |         |         |         |         |
| Unión Europea   | Euro Digital Songs       | 5              |         |         |         |         |         |
| País            | Lista                    | Mejor posición |         |         |         |         |         |
| 2017            |                          |                |         |         |         |         |         |
| Polonia         | Polish Airplay Top 100   | 80             |         |         |         |         |         |

| Rumania | Romanian Top 100 | 69 |

| Alemania       | Media Control AG    | 2  |
| Australia      | ARIA                | 94 |
| Austria        | Ö3 Austria Top 40   | 2  |
| Bélgica        | Ultratop Flanders   | 49 |
| Bélgica        | Ultratop Wallonia   | 22 |
| Canadá         | Canadian Hot 100    | 85 |
| Dinamarca      | Tracklisten         | 20 |
| España         | PROMUSICAE          | 12 |
| España         | Spain Airplay       | 5  |
| Estados Unidos | Latin Pop Songs     | 44 |
| Grecia         | IFPI                | 33 |
| Hungría        | MAHASZ              | 5  |
| Italia         | FIMI                | 2  |
| Japón          | Japan Hot 100       | 24 |
| México         | Monitor Latino      | 4  |
| Países Bajos   | Mega Single Top 100 | 17 |
| Polonia        | Dance Top 50        | 9  |
| Reino Unido    | UK Singles          | 21 |
| Rumania        | Romanian Top 100    | 46 |
| Suiza          | Swiss Hitparade     | 3  |

## Certificaciones
| País | Certificación | Ventas     |
| --- | ------------- | ---------- |
| Alemania (BVMI) | 3x Oro        | 450,000    |
| Australia (ARIA) | Platino       | 70,000     |
| Austria (IFPI Austria) | Platino       | 30,000     |
| Bélgica (BEA) | Oro           | 15,000     |
| Canadá (Music Canada) | Platino       | 80,000     |
| Dinamarca (IFPI Dinamarca) | Platino       | 80,000     |
| España (PROMUSICAE) | Oro           | 20,000     |
| Estados Unidos (RIAA) | Platino       | 1,000,000  |
| Finlandia (Musiikkituottajat) | Oro           | 7,175      |
| Francia (SNEP) | Ninguna       | 97,000     |
| Italia (FIMI) | 4x Platino    | 120,000    |
| Japón (RIAJ) | Platino       | 250,000    |
| Nueva Zelanda (MNZ) | Oro           | 7,500      |
| Reino Unido (BPI) | Platino       | 600,000    |
| Suecia (GLF) | 4x Platino    | 160,000    |
| Suiza (IFPI Suiza) | 2x Platino    | 60,000     |
| Streaming |               |            |
| Dinamarca (IFPI Dinamarca) | Oro           | 50,000     |
| Resumen |               |            |
| Mundo | Ninguna       | ~1,000,000 |
| *cifras de ventas basadas únicamente en la certificación ^cifras de envíos basadas únicamente en la certificación xcifras no especificadas basadas únicamente en la certificación |               |            |

## Historial de lanzamiento
| Región         | Fecha                 | Formato          | Discográfica    |
| -------------- | --------------------- | ---------------- | --------------- |
| Italia         | 28 de enero de 2011   | Descarga digital | Ego             |
| Francia        | 14 de febrero de 2011 | CD               | Play On • Jeff  |
| Dinamarca      | 18 de febrero de 2011 | Descarga digital | Sony            |
| Estados Unidos | 24 de febrero de 2011 | Descarga digital | Ultra           |
| Reino Unido    | 21 de abril de 2011   | Descarga digital | AATW            |
| Alemania       | 6 de mayo de 2011     | Descarga digital | Sony            |
| Alemania       | 6 de mayo de 2011     | CD               | Sony            |
| Alemania       | 8 de julio de 2011    | Maxi CD          | Sony            |
| Italia         | 28 de junio de 2011   | CD               | Ego             |
| Australia      | 1 de julio de 2011    | Descarga digital | Central Station |